# Dějiny filosofie (Dynnik aj.)
Dějiny filosofie (rusky История философии) je sovětské šestisvazkové dílo, které bylo vydáno usnesením Prezidia Akademie věd SSSR.

## Okolnosti vzniku knihy
V roce 1939 začal Filozofický ústav AV SSSR připravovat sedmisvazkovou učebnici Dějiny filosofie. Poté, co byl její 3. svazek roku 1944 ostře kritizován a zakázán, dostal FÚ AV SSSR za úkol napsat nové přepracované dílo. Práce trvala více než 10 let a jejím výsledkem se stala tato kniha o dějinách filozofie.

## Autoři
Kniha byla připravena kolektivem autorů z Filozofického ústavu Akademie věd SSSR za účasti zahraničních odborníků z kapitalistických a socialistických zemí včetně komunistického Československa (Arnošt Kolman, Milan Machovec). V čele redakce stál Michail Dynnik. Redaktory jednotlivých svazků byli také Michail Jovčuk, Mark Mitin, Teodor Ojzerman aj.

## Obsah
Kniha je jak vědecko-výzkumnou prací, tak i učebnicí.
První svazek podává obraz vývoje filozofie ve Starověku (starověký Egypt a Babylonie, stará indická a čínská filozofie, íránská filozofie v III.–XVIII. století,  japonská filozofie aj.), pojednává o antické a středověké filozofie a také o dějinách filosofie XV.–XVIII. století v západní a východní Evropě. Ve druhém svazku Dějin filosofie se rozebírá vývoj filozofického myšlení v Anglii, Francii a Německu v období od francouzské revoluce 1789 do revoluce 1848, do vytvoření proletářského revolučního hnutí a vzniku marxismu. Čtvrtý svazek Dějin filosofie zahrnuje stejně jako třetí svazek dějiny filozofického myšlení druhé poloviny XIX. století. V pátém svazku Dějin filosofie je zkoumán vývoj filozofického a sociologického myšlení od počátku epochy imperialismu (konec XIX. století) až do Velké říjnové socialistické revoluce.

## Hodnocení
Kniha vyvolala velký ohlas a širokou diskusi v odborné literatuře. Objevily se četné recenze v sovětské a zahraniční periodice. Redakce časopisu Voprosy filosofii zhodnotila Dějiny filosofie jako významnou událost v ideologickém životě Sovětského svazu. Čínské noviny Kuang-ming ž’-pao psaly, že vydání Dějin filosofie jsou důležitým přínosem pro světovou vědu a velkým krokem kupředu po filozofické diskusi roku 1947, kde byla odsouzena kniha Georgije Aleksandrova Dějiny západoevropské filosofie. Jednu z předností knihy spatřovali recenzenti ve výkladu nedostatečně prozkoumaných témat, jako jsou starověká egyptská filozofie, filosofické myšlení v zemích Latinské Ameriky a některých jiných národů (arabské země, severní Evropa, Asie aj.), filozofie 19. a filozofie 20. století.
Podle názoru marxistických historiků filozofie jsou Dějiny filosofie za redakce Michaila Dynnika jednou z nejlepších prací, které přispívají k osvojování filozofického dědictví, ke studiu filozofického myšlení minulosti i současnosti..

## Vydání
Kniha byla přeložena do několika cizích jazyků. Česky vyšly pouze 5 svazků v Nakladatelství politické literatury v letech 1959–1963.
- История философии : в 6 томах / [Акад. наук СССР. Ин-т философии]; под ред. М. А. Дынника [и др.]. — Москва : Изд-во Акад. наук СССР, 1957—1965. — 7 т.; 23 см.
- Dějiny filosofie I—V. Za redakce M.A. Dynnika, Marka Mitina, Michaila Iovčuka, Teodora Ojzermana aj. 1. vyd. Praha: Státní nakladatelství politické literatury, 1959—1963. 5 svazků.